# Václav Mrázek
Václav Mrázek (Svinařov, 22 oktober 1925 – Praag, 29 december 1957) was een Tsjechische seriemoordenaar en necrofiel die werd veroordeeld voor de moorden op ten minste zes vrouwen en één man tussen 1951 en 1956.
Mrázeks moorden (of pogingen daartoe) waren vooral seksueel getint, maar soms ook met het oog op diefstal. Hij werd veroordeeld voor zowel de moordpartijen als voor 127 andere misdaden, waaronder veertien gevallen van seksueel misbruik, 33 inbraken, twaalf kledingdiefstallen, zestien diefstallen van huisdieren en zes fietsdiefstallen.

## Arrestatie en executie
Hoewel Mrázek al werd gezocht in verband met moorden in de regio Chomutov wist hij de autoriteiten lang te ontlopen. In 1957 loopt hij tegen de lamp. Mrázek wordt betrapt bij het doorzoeken van andermans kleren in de kleedkamer van de mijn van Libušín, waar hij medewerker is bij een kuuroord (het Nejedlý I.Colliery). Bij een verdere huiszoeking van de politie worden het corpus delicti (zijn geweer) en eigendommen van zijn slachtoffers aangetroffen. Hij wordt nog hetzelfde jaar veroordeeld en op 29 december 1957 geëxecuteerd in de Vazební věznice Praha Pankrác (Praag Pankrác Hechtenis en Gevangenis).

## Bekende slachtoffers
- Hana Chloubová (15) – 21 augustus 1951, verkracht en doodgeslagen met een stuk hout.
- Karel Trlifaj (26) en Libuše Dufková (19) werden ongeveer een maand later doodgeschoten door Mrázek. Vervolgens misbruikte hij het lijk van Dufková.
- Marie Dvořáková  (16) – juni 1952, werd doodgeschoten en misbruikt.
- Alžběta Beranová's (57) – 9 november 1956, werd 's nachts wakker en kwam oog in oog te staan met de inbreker Mrázek. Uit angst herkend te worden vermoordde hij haar door meerdere klappen met een bijl op haar hoofd. Haar kleindochter Jarmila (10) was ooggetuige en werd misbruikt voor hij het huis verliet.

1. ↑  Protocol van executie